# Воар
Воар (Ваґар) (фар. Vágar) — острів вулканічного походження, розташований на заході архіпелагу Фарерських островів. Площа острова — 176,38 км², що населення станом на 2014 рік — 3,063 людей.

## Географія
Воар знаходиться в західній частині Фарерських островів. З півдня і північного заходу острів оточений Атлантичним океаном, на північному сході та сході відділений від острова Стреймой Вестманським каналом. Із заходу, знаходиться невеликий острів Мічінес, які разом складають адміністративний регіон Вагар.
На острові знаходиться цікавий об'єкт туризму озеро Сорвагсватн площею 3,56 км², та озеро Фялаватн 1,02 км ².
Найвища вершина острова Арнафяль, висотою 722 м.
Також північно-західне, західне та південно-західне узбережжя острова були включені до програми (Important Bird Area) як територія, що має важливе значення для птахів, саме тут місце гніздування багатьох морських птахів.
- Кочівний буревісник — 100000 пар
- Качурка морська — 5000 пар
- Баклан чубатий — 500 пар
- Поморник великий — 20 пар
- Трипалий мартин — 8400 пар
- Тупик атлантичний — 40000 пар
- Кайра тонкодзьоба — 2700 осіб
- Чистун арктичний — 400 пар

## Транспорт
Острів є першим портом для прибуття більшості іноземців, так як на ньому розташований єдиний аеропорт Фарерських островів. Аеропорт Вагар розташований на відстані 1,9 км від населеного пункту Сорвагур. Аеродром було збудовано британськими фахівцями задля військових потреб під час окупації Фарер (1940–1945). В 1943 році прийняв перший літак. Після війни був закинутий майже два десятиріччя, і лише з 1963 року аеропорт почав обслуговувати цивільні рейси.
Аеропорт мав одну асфальтову ЗПС довжиною 1250 м та шириною 30 м, що дозволяла використовувати лише літаки скороченого зльоту та посадки, такі як BAe 146. В грудні 2011 року ЗПС була збільшена до 1800 м. З березня 2012 року аеропорт почав приймати аеробуси А319.
В 2002 році було введено в експлуатацію 5-км підводний тунель під Вестманським каналом, що з'єднав острів із сусіднім островом Стреймой, де розташована столиця Фарер — Торсхавн. До цього автомобільне сполучення здійснювалось поромами. З острова також курсують пороми від містечка Сорвагур до острова Мічінес, на цьому невеликому острові живуть десяток людей. Для них це єдине з'єднання з рештою світу.
Як і на решті островів Фарер, на Воарі відсутня залізниця.